# ووركينغ!!
ووركينغ!! (باليابانية: ワーキング، بالروماجي: Waakingu) (بالإنجليزية: Working!!)‏ هي سلسلة مانغا يابانية من تأليف ورسم كارينو تاكاتسو، نشرت من قبل سكوير إنكس في مجلة يونغ غانغان، في يناير عام 2005 حتى نوفمبر 2014، وتم تجمع فصول المانغا في 13 مجلد تانكوبون. أنتجت إلى أنمي تلفزيوني من قبل استوديو أيه-1 بكتشرز، عرض الأنمي في
4 أبريل عام 2010 واستمر عرضه حتى 26 يونيو عام 2010، وتكون 13 حلقة.

## القصة
تدور أحداث القصة عن سوتا تاكاناشي هو شاب يعمل في مطعم مع مجموعة من زملائه الغريبي الأطوار.

## الشخصيات

### ووركينغ!!

#### الموظفون
سوتا تاكاناشي (باليابانية: 小鳥遊 宗太، بالروماجي: Takanashi Sōta)
مؤدي الصوت: جون فوكوياما
بوبورا تينيشيما (باليابانية: 種島 ぽぷら، بالروماجي: Taneshima Popura)
مؤدية الصوت: كانا أسومي
ماهيرو إينامي (باليابانية: 伊波 まひる، بالروماجي: Inami Mahiru)
مؤدية الصوت: ساكي فوجيتا
كيوكو شيراغوجي (باليابانية: 白藤 杏子، بالروماجي: Shirafuji Kyouko)
مؤدية الصوت: كوميكو واتانابي
ياتشيو تادوروكي (باليابانية: 轟 八千代، بالروماجي: Todoroki Yachiyo)
مؤدية الصوت: إيري كيتامورا
جون ساتو (باليابانية: 佐藤 潤، بالروماجي: Satō Jun)
مؤدية الصوت: دايسكي أونو
هيرومي سوما (باليابانية: 相馬 博臣، بالروماجي: Sōma Hiroomi)
مؤدي الصوت:هيروشي كاميا
آوي يامادا (باليابانية: 山田 葵، بالروماجي: Yamada Aoi)
مؤدية الصوت: ريو هيروهاشي
هيوغو أوتو (باليابانية: 音尾 兵吾، بالروماجي: Otoo Hyōgo)
مؤدي الصوت: جوجي ناكاتا
مايا ماتسوموتو (باليابانية: 松本 麻耶، بالروماجي: Matsumoto Maya)
مؤدية الصوت: أكيكو كاويز

#### عائلة تاكاناشي
كازوي تاكاناشي (باليابانية: 小鳥遊 一枝، بالروماجي: Takanashi Kazue)
مؤدية الصوت: ريوكو شيرايشي
إيزومي تاكاناشي (باليابانية: 小鳥遊 泉، بالروماجي: Takanashi Izumi)
مؤدية الصوت: يوكو هيكاسا
كوزوي تاكاناشي (باليابانية: 小鳥遊 梢، بالروماجي: Takanashi Kozue)
مؤدية الصوت: شيزوكا إيتو
نازونا تاكاناشي (باليابانية: 小鳥遊 なずな، بالروماجي: Takanashi Nazuna)
مؤدية الصوت: موموكو سايتو
شيزوكا تاكاناشي (باليابانية: 小鳥遊 静، بالروماجي: Takanashi Shizuka)
مؤدية الصوت: أي أوريكاسا

#### شخصيات أخرى
والد ماهيرو (باليابانية: まひるの父، بالروماجي: Mahiru no Chichi)
مؤدي الصوت: هوتشو أوتسوكا
والدة ماهيرو (باليابانية: まひるの母، بالروماجي: Mahiru no Haha)
مؤدية الصوت: ماسامي سوزوكي
هارونا أوتو (باليابانية: 音尾 春菜، بالروماجي: Otoo Haruna)
مؤدية الصوت: جونكو إيواو
يوهي ماشيبا (باليابانية: 真柴 陽平، بالروماجي: Mashiba Yōhei)
مؤدي الصوت: يويتشي ناكامورا
ميتسوكي ماشيبا (باليابانية: 真柴 美月، بالروماجي: Mashiba Mitsuki)
مؤدية الصوت: هاروكا توماتسو
كيريو يامادا (باليابانية: 山田 桐生، بالروماجي: Yamada Kirio)
مؤدي الصوت: ساتوشي هينو
تورو مينيغيشي (باليابانية: 峰岸 徹، بالروماجي: Minegishi Tōru)
مؤدي الصوت: كوجي يوسا
الكتابة إيزومي (باليابانية:  編集者の泉の، بالروماجي: Henshū-sha no Izumi)
مؤدية الصوت: يوشيتسوغو ماتسوؤكا

### دبليو دبليو.ووركينغ!!

#### الموظفون
دايسوكي هيغاشيدا (باليابانية: 東田 大輔، بالروماجي: Higashida Daisuke)
مؤدي الصوت: يويتشي ناكامورا
هانا مياكوشي (باليابانية: 宮越 華، بالروماجي: Miyakoshi Hana)
مؤدية الصوت: هاروكا توماتسو
سايوري مورانوشي (باليابانية: 村主 さゆり، بالروماجي: Muranushi Sayuri)
مؤدية الصوت: يوكو هيكاسا
ماساهيرو أداتشي (باليابانية: 足立 正広، بالروماجي: Adachi Masahiro)
مؤدية الصوت: كوكي أوتشياما
كيساكي كوندو (باليابانية: 近藤 妃، بالروماجي: Kondō Kisaki)
مؤدية الصوت: نانا ميزوكي
شيهو كاماكورا (باليابانية: 鎌倉 志保، بالروماجي: Kamakura Shiho)
مؤدية الصوت: سورا أماميا
يوتا شيندو (باليابانية: 進藤 ユータ، بالروماجي: Shindō Yūta)
مؤدي الصوت: كينشو أونو،أياكا سوا (أيام الشباب)
تاكويا كونو (باليابانية: 河野 拓哉، بالروماجي: Kōno Takuya)
مؤدي الصوت: هيرو شيمونو
كوكي سايكي (باليابانية: 斉木 恒輝، بالروماجي: Saiki Kōki)
مؤدي الصوت: يوشيماسا هوسويا
كينيتشيرو ساكاكي (باليابانية: 榊 研一郎، بالروماجي: Sakaki Kenichirō)
مؤدي الصوت: كوسكي توريومي

#### شخصيات أخرى
ميري ياناغيبا (باليابانية: 柳葉 ミリ، بالروماجي: Yanagiba Miri)
مؤدية الصوت: مومو أساكورا
روي ناغاتا (باليابانية: 永田 るい، بالروماجي: Nagata Rui)
مؤدية الصوت: أري أوزاوا
يوكو مياكوشي (باليابانية: 宮越 葉子، بالروماجي: Miyakoshi Yōko)
مؤدية الصوت: ميي سونوزاكي
تاساكا (باليابانية: 田坂، بالروماجي: Tasaka)
مؤدي الصوت: كازويوكي أوكيتسو
دايتشي سايتو (باليابانية: 斉藤 大地، بالروماجي: Saitō Daichi)
مؤدي الصوت: سوما سايتو، لين (أيام الطفولة)

## وصلات خارجية
- موقع الأنمي الرسمي باللغة اليابانية
- موقع دبليو دبليو.ووركينغ!! باللغة اليابانية
- ووركينغ!! على موقع سكوير إنكس باللغة اليابانية
- Karino Takatsu's personal website باللغة اليابانية
- Wagnaria!! على موقع نيبون إشي سوفت وير
- ووركينغ!! على موقع ANN manga (الإنجليزية)